# Петровка (Петровское сельское поселение, Омская область)
Петровка — село в Омском районе Омской области. Административный центр Петровского сельского поселения.

## История
Основано в 1901 году. В 1928 г. хутор Петровский состоял из 9 хозяйств, основное население — русские. В составе Шпехтовского сельсовета Бородинского района Омского округа Сибирского края.

## Население
| 2006 | 2010  |
| ---- | ----- |
| 1612 | ↘1544 |